# Mike Parson
Michael Lynn Parson (ur. 17 września 1955 roku w Wheatland) – amerykański polityk i były funkcjonariusz organów ścigania. Członek Partii Republikańskiej. Od 1 czerwca 2018 roku pełni urząd gubernatora stanu Missouri. 

## Biografia
Ukończył Wheatland High School w 1973 roku. Spędził sześć lat w armii amerykańskiej. Uczęszczał na zajęcia wieczorowe na University of Maryland i Uniwersytecie Hawajskim. W 1981 roku został zastępcą szeryfa, a w latach 1993–2004 służył jako szeryf hrabstwa Polk.
W latach 2005–2011 pełnił funkcję członka Izby Reprezentantów stanu Missouri, oraz w latach 2011–2017 członka Senatu stanu Missouri.

## Życie osobiste i poglądy
Mieszka w Bolivar z żoną Teresą, która jest wiceprezesem Mid Missouri Bank. Mają dwoje dzieci, oraz pięciu wnuków. Jest rolnikiem i właścicielem małej firmy hodowlanej. Z wyznania baptysta, który uważa, że osoby homoseksualne idą do piekła. 
W 2019 roku podpisał ustawę zakazującą aborcji od ósmego tygodnia ciąży, bez wyjątków w przypadkach gwałtu lub kazirodztwa, co uczyniło prawodawstwo Missouri jednym z najbardziej restrykcyjnych praw aborcyjnych w kraju.
Popiera stosowanie kary śmierci. Do 25 września 2024 roku odmawiał łaski dwunastu skazanym na śmierć mordercom, w wyniku czego zostali oni straceni przez wstrzyknięcie śmiertelnej trucizny. Ostatnim był 55-letni Marcellus Williams, którego poddano egzekucji za zadźganie nożem 42-letniej Felicii Gayle  w jej mieszkaniu w University City w 1998 roku w celach rabunkowych.